# Comuna Stovbîna Dolîna, Novi Sanjarî
Stovbîna Dolîna (în ucraineană Стовбина Долина) este o comună în raionul Novi Sanjarî, regiunea Poltava, Ucraina, formată din satele Davîdivka, Hrekopavlivka, Kobî și Stovbîna Dolîna (reședința).

## Demografie
Componența lingvistică a comunei Stovbîna Dolîna
     Ucraineană (95,13%)
     Rusă (3,56%)
     Alte limbi (1,31%)
Conform recensământului din 2001, majoritatea populației comunei Stovbîna Dolîna era vorbitoare de ucraineană (95,13%), existând în minoritate și vorbitori de rusă (3,56%).